# 萬有文庫
《萬有文庫》，是商務印書館於1929年起開始出版的綜合性叢書，共收書1710種，4000冊。
1928年王雲五開始籌備《萬有文庫》，1929年起陸續出版，第一集有圖書1010種共2000冊，第二集有700種共2000冊。王雲五在《萬有文庫》的印行緣起中說：“本文庫之目的，一方在以整個的普通圖書館用書貢獻於社會，一方則採用最經濟與適用之排印方法，俾前此一二千元所不能致之圖書，今可三、四百元致之。”
董桥在《点亮案头一盏明灯》谈到：“早岁家中书房集藏好多商务印书馆的‘万有文库’，包罗万象，朴素实用，确是跟我一起走过成长治路。后来到了台湾，又买了许多那边商务补印的‘丛书集成’，粗粗的书皮，淡淡的墨色，翻阅轻便，仿佛夜雨秋灯，故旧重逢，剪烛闲谈，惬意得很。‘万有’当是‘万物’之意，徐渭《坐卧房记》说的‘一室之中可以照天下，观万有，通昼夜，一梦觉而无不知。’读这些文库、丛书，我常常会想起王云五在商务的业绩，觉得这样的读书人，实在体贴周到得可爱。” 

## 外部連結
- 萬有文庫目錄